# John Dollond
John Dollond (Londra, 10 giugno 1706 – Londra, 30 novembre 1761) è stato un astronomo e ottico inglese.

## Biografia
Figlio di un emigrato per motivi religiosi a Londra nel 1752, aveva aperto la ditta Dollond assieme al figlio Peter un laboratorio per la costruzione di strumenti scientifici. Esso divenne ben presto uno dei laboratori più famosi e apprezzati d'Europa.
Dollond contestò le idee del matematico svizzero Leonhard Euler che sosteneva di poter eliminare il cromatismo dei cannocchiali per mezzo di due menischi in vetro, tra i quali fosse stata interposta dell'acqua.
Egli tentò di realizzare un sistema ottico sulla base degli studi di Newton, ma con risultati insoddisfacenti. Nel 1754, Samuel Klingenstierna dell'Accademia svedese delle scienze, pubblicò una memoria nella quale, con un'analisi rigorosa, dimostrava l'inconsistenza degli esperimenti di Newton rispetto alle sue ricerche sul cromatismo e ne proponeva di nuovi.

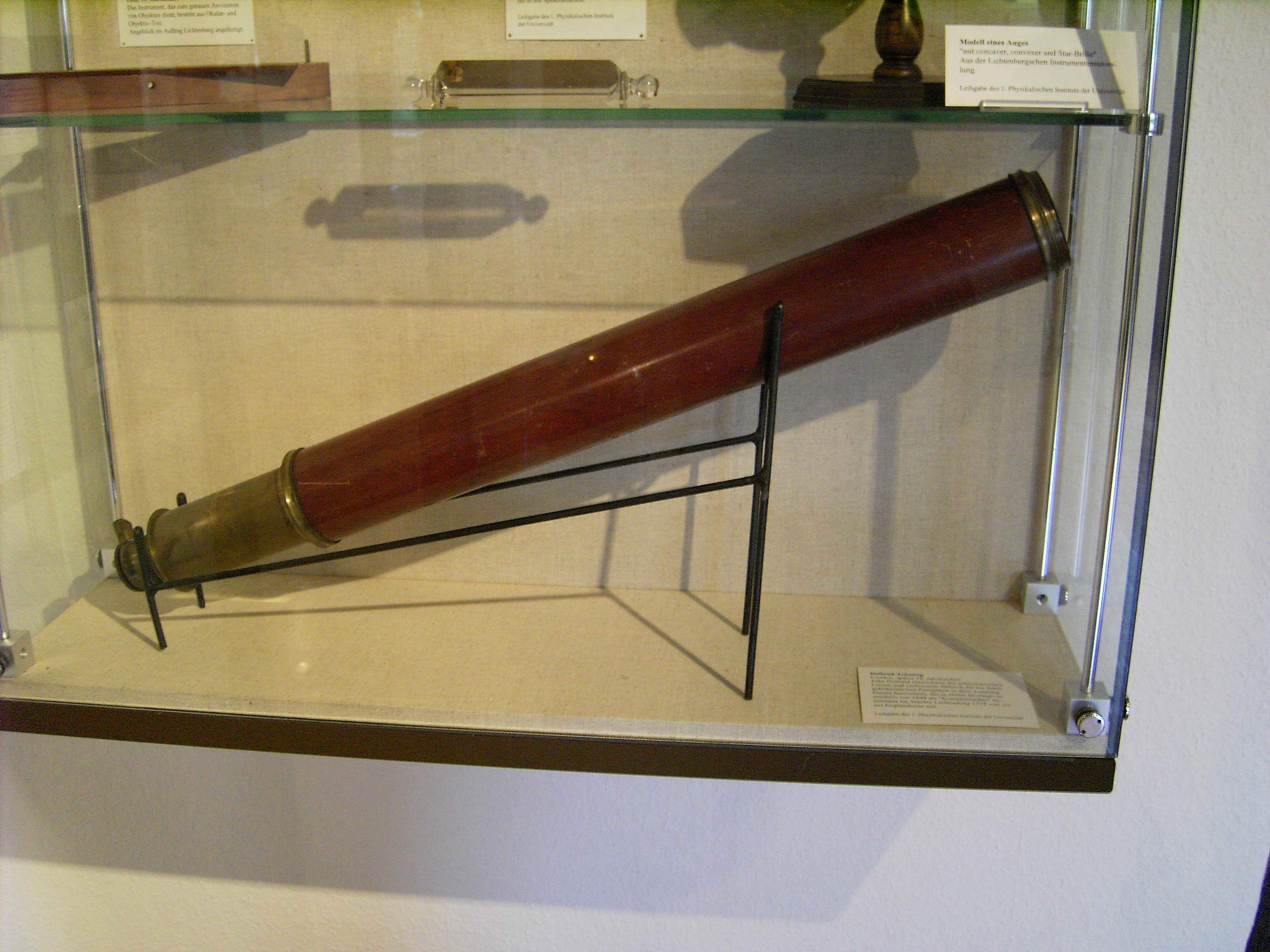
Un telescopio realizzato da Dollond

Quando lo scritto fu inviato a Dollond, questi ne ricevette una forte impressione. Decise di far buon uso dei suggerimenti, e intraprese subito nuovi esperimenti, prima con prismi immersi in acqua, poi con vetri crown (a bassa dispersione, contenente ossidi di sodio e di calcio) e flint (ad alta dispersione, elevata percentuale di ossidi di piombo). I risultati di queste prove, eseguite con diverse combinazioni di vetri a bassa e alta dispersione, che contraddicevano le esperienze di Newton, lo portarono a realizzare obiettivi acromatici composti da una lente convergente in crown e da una divergente in flint.
Nel 1758 Dollond mise in vendita i primi telescopi acromatici di 1,5 metri di fuoco e nel 1765 suo figlio Peter, che gli era succeduto alla guida del laboratorio, propose un obiettivo a tre lenti, due concave di crown e una convessa di flint. Questa soluzione consentì di ridurre anche l'aberrazione sferica e di produrre obiettivi che a parità di focale avevano dimensioni maggiori.